# Pikkelyes álszegfűgomba
A pikkelyes álszegfűgomba (Crinipellis scabella) a szegfűgombafélék családjába tartozó, Európában, Észak-Amerikában és Ausztráliában honos, korhadó növényi maradványokon élő, nem ehető gombafaj.

## Megjelenése
A pikkelyes álszegfűgomba kalapja 0,5-1,5 cm széles, alakja harangszerű, később lapos, közepén többnyire kis púppal. Felszíne száraz. Alapszíne fehéres vagy krémszínű, rajta sárgás vagy rozsdabarna szálas-gyapjas pikkelykékkel; közepén sötétebb. Széle idősen hullámos, ráncos.
Húsa vékony, törékeny, a kalapban fehér, a tönkben barnás. Szaga és íze nem jellegzetes.
Ritkán álló lemezei a tönk előtt felkanyarodók. Színük fehér. 
Tönkje 1-4 cm magas és 1 mm vastag. Alakja vékony, karcsú. Színe rozsdabarna, idősen csaknem feketésbarna. Felülete végig finoman nemezes.
Spórapora fehér. Spórája elliptikus, sima, csírapórusa nincs, mérete 6-8,5 x 4,5-6 µm.

### Hasonló fajok
A szarutönkű szegfűgomba, a sárgás szegfűgomba, a lószőrfülőke, a bordásszélű fülőke hasonlíthat hozzá.

## Elterjedése és termőhelye
Eurázsiában, Észak-Amerikában és Ausztráliában honos. Magyarországon gyakori.
Réteken, száraz gyepekben található meg, főleg elhalt, ritkábban élő fűféléken, korhadó leveleken, növényi maradványokon. Májustól novemberig terem.

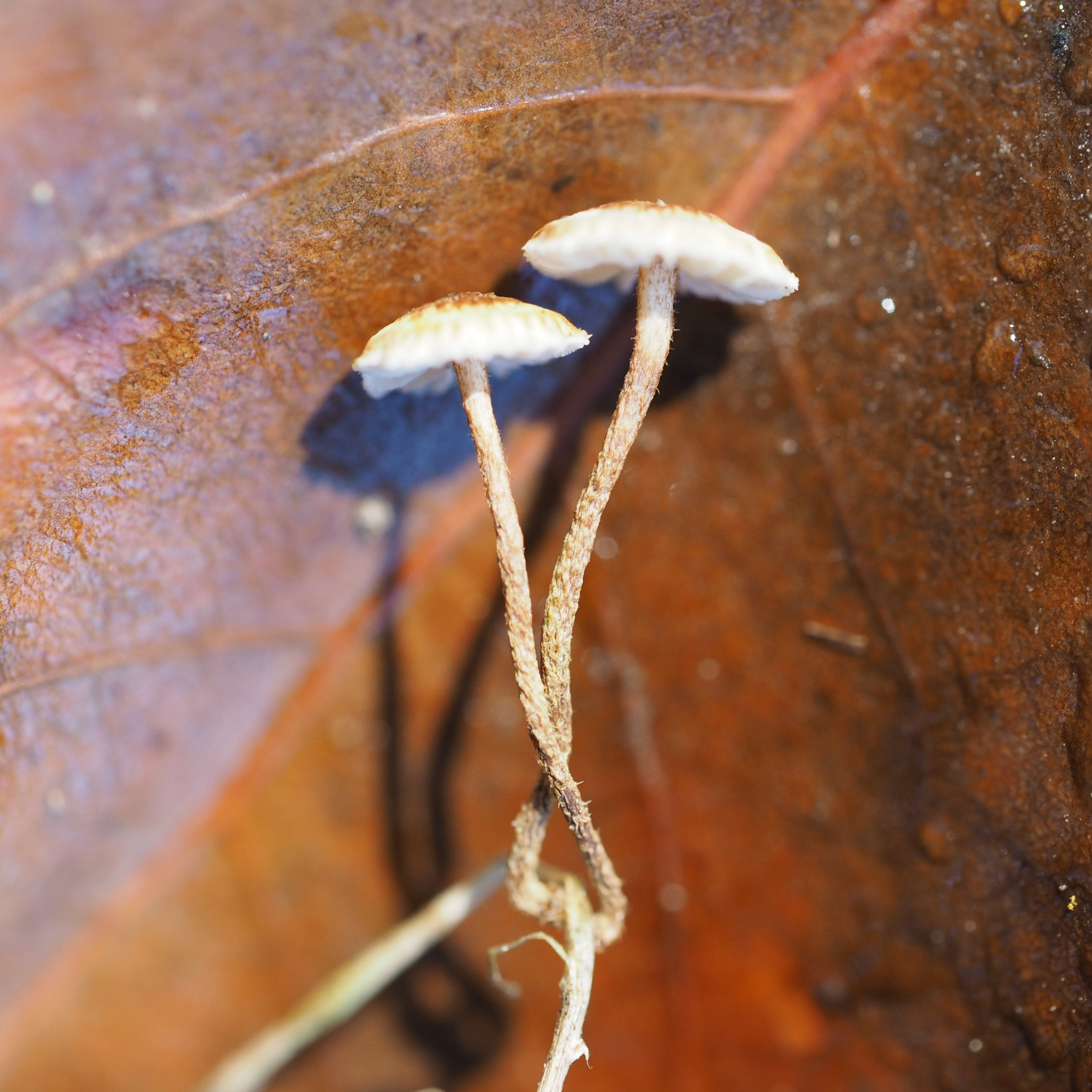
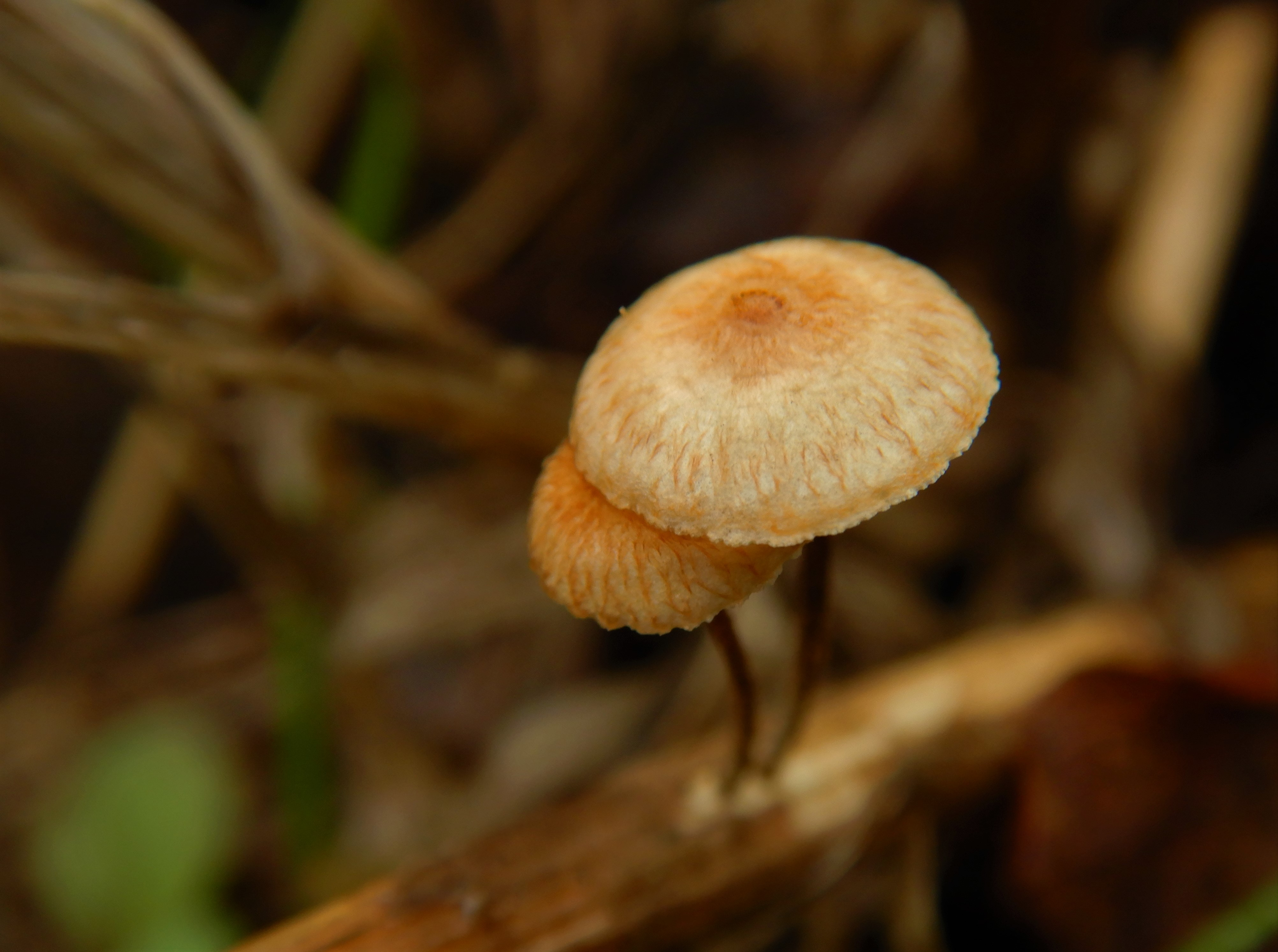
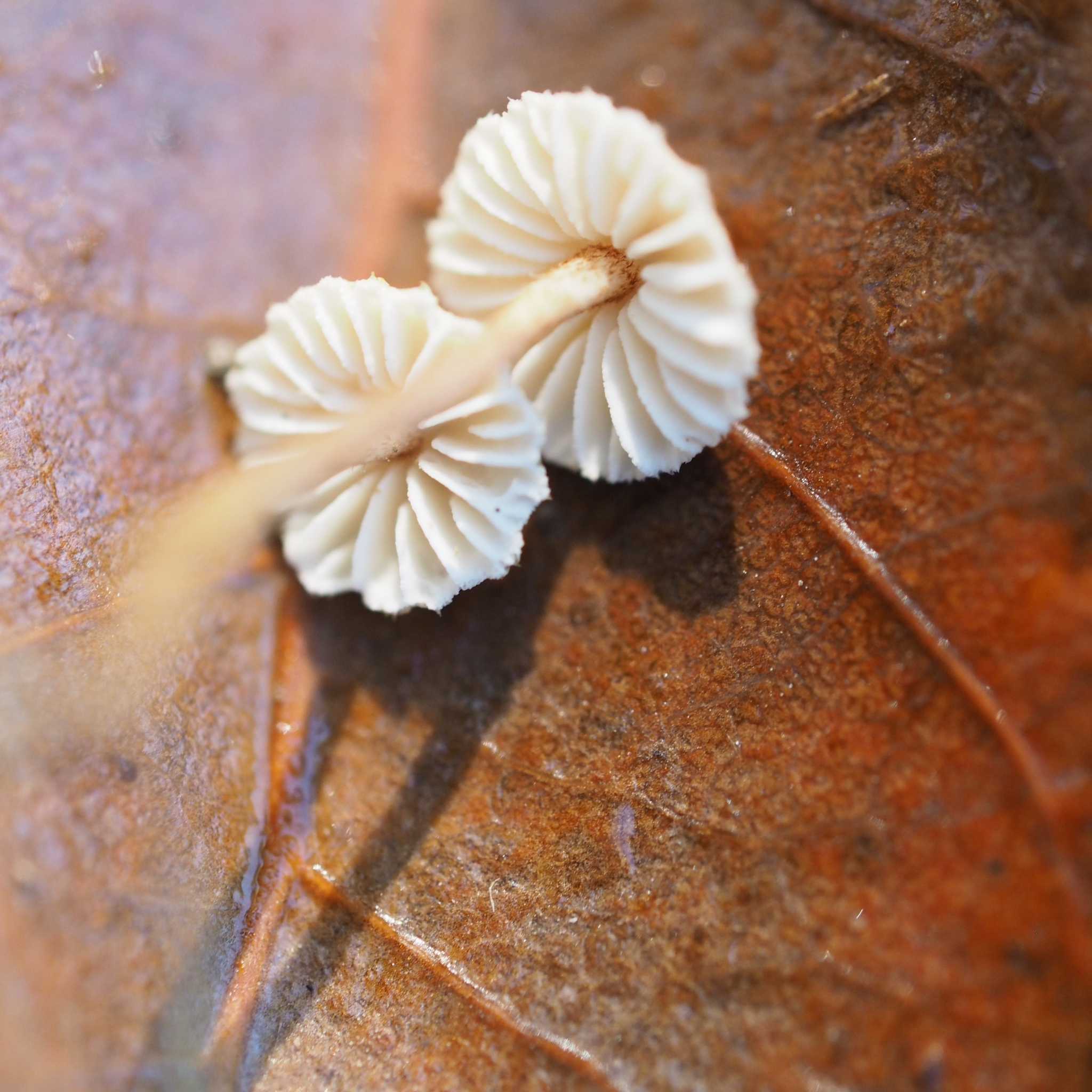
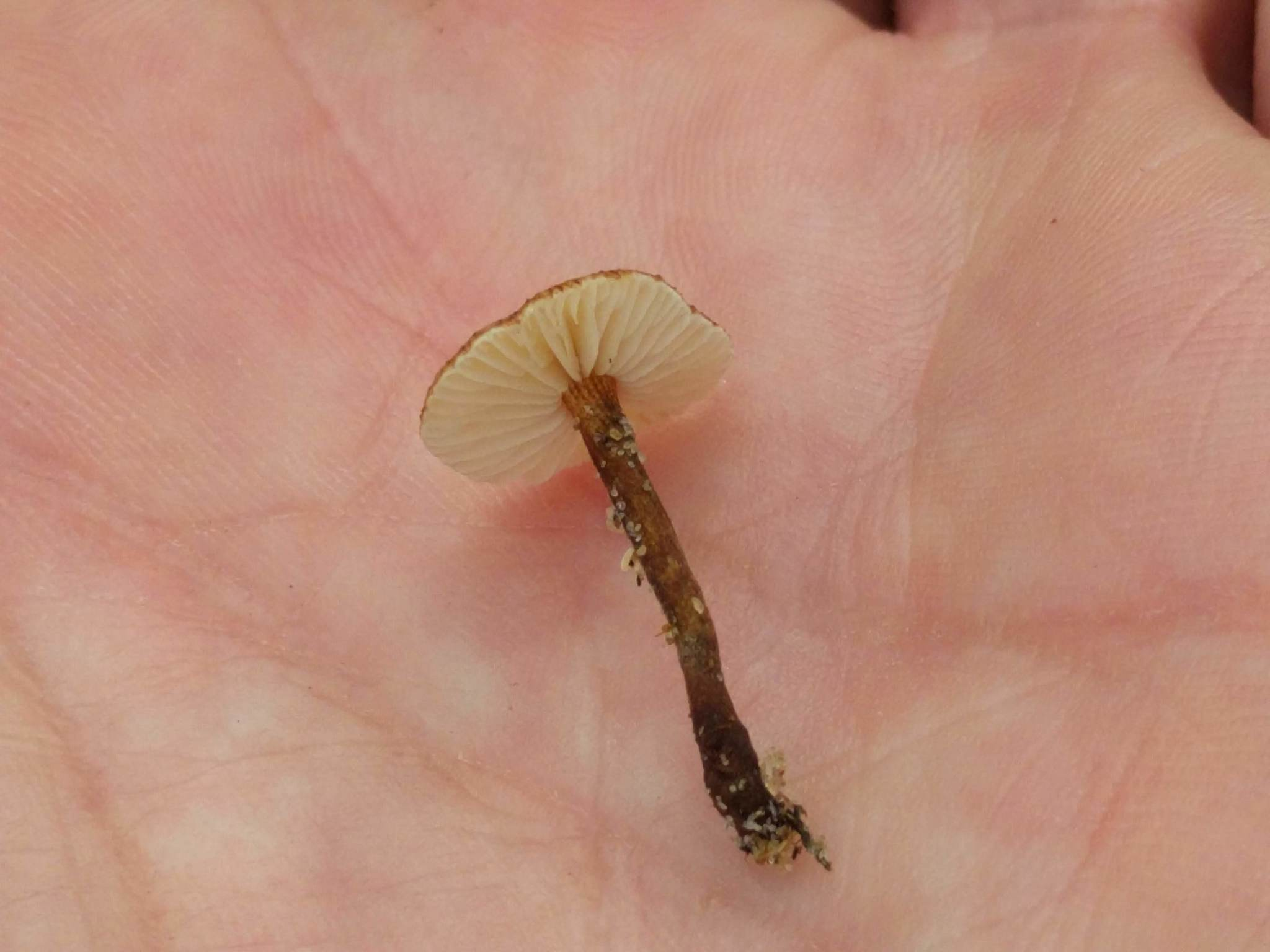
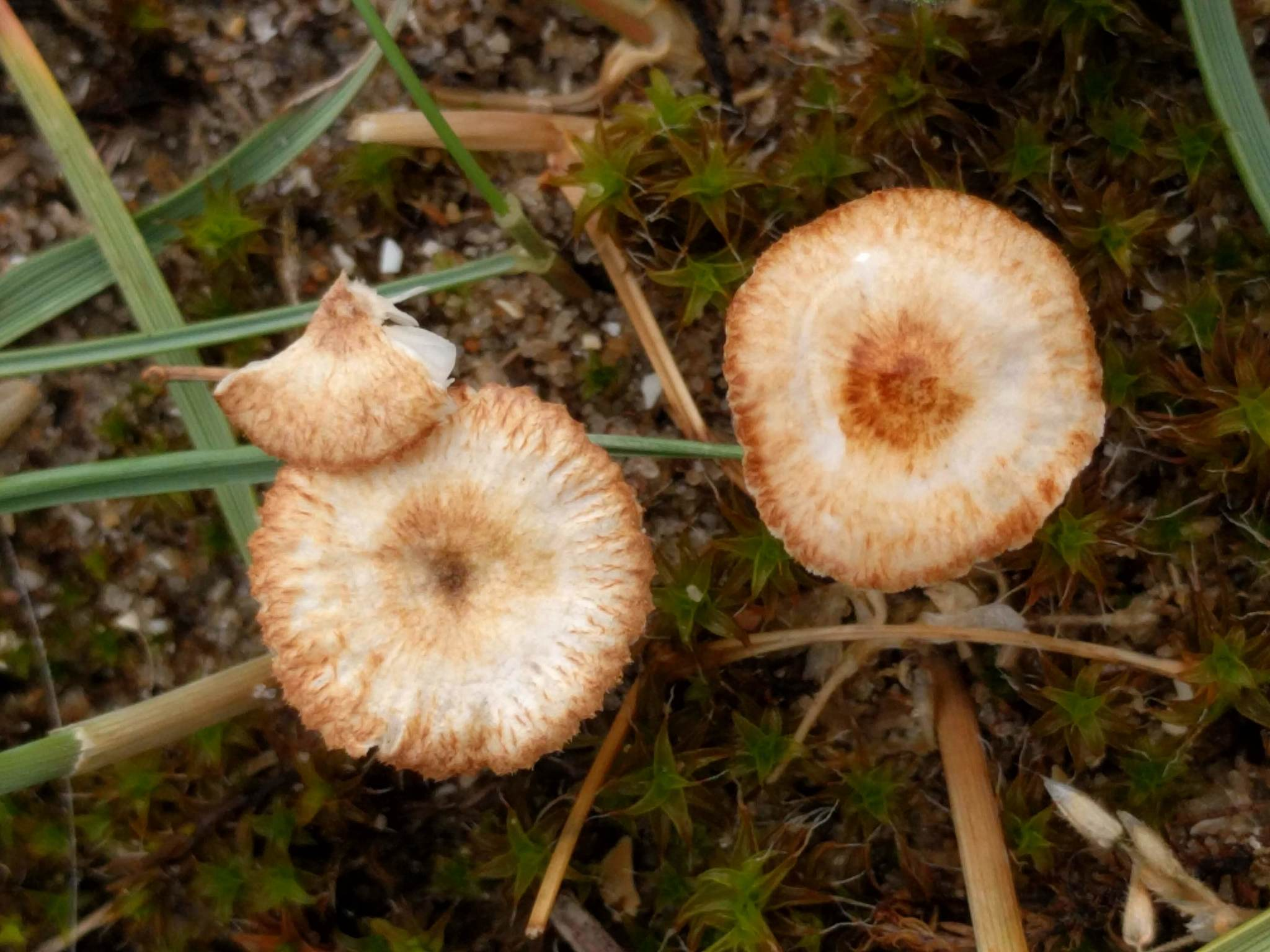

Nem ehető.  